# La fine del mondo (programma radiofonico)
La fine del mondo è stato un programma musicale e di intrattenimento in onda su m2o.

## Storia
La trasmissione nasce nel 2012, con la quale la blogger italiana Selvaggia Lucarelli debutta in veste di conduttrice radiofonica.
La Fine del Mondo è stata una trasmissione che trattava di fatti quotidiani, di persone e di interviste ad ospiti e personaggi dello spettacolo con la quale Selvaggia Lucarelli, in compagnia prima di Alessandro Lippi e successivamente di Fabio De Vivo, intratteneva il pubblico della radio allo stato puro d'Italia.
Il programma andava in onda la sera dal lunedì al venerdì dalle ore 18.00 alle ore 20.00, in esclusiva sulle frequenze nazionali di m2o, terza emittente radiofonica dell'allora Gruppo Editoriale L'Espresso.